# Lepthyphantes erigonoides
Lepthyphantes erigonoides là một loài nhện trong họ Linyphiidae.
Loài này thuộc chi Lepthyphantes. Lepthyphantes erigonoides được Ehrenfried Schenkel-Haas miêu tả năm 1936.